# Provinz Celendín
Die Provinz Celendín ist eine der 13 Provinzen, welche die Region Cajamarca im Norden Perus bilden.
Die Provinz Celendín grenzt im Norden an die Provinz Chota, im Osten an die Region Amazonas, im Süden an die Provinzen San Marcos und Cajamarca und im Westen an die Provinz Hualgayoc.

## Geschichte

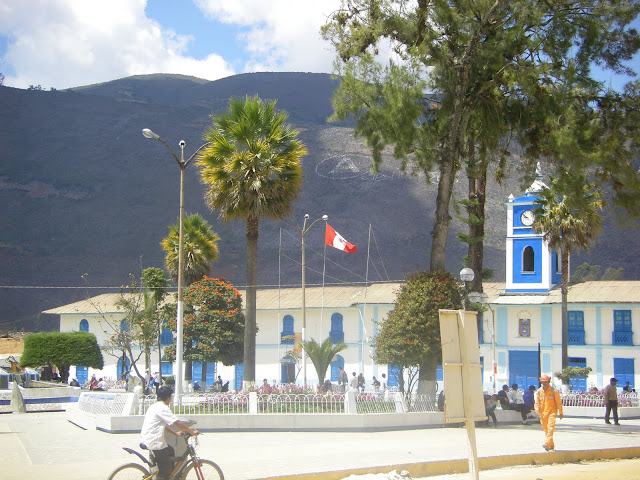
Plaza de Armas und Rathaus in Celendín

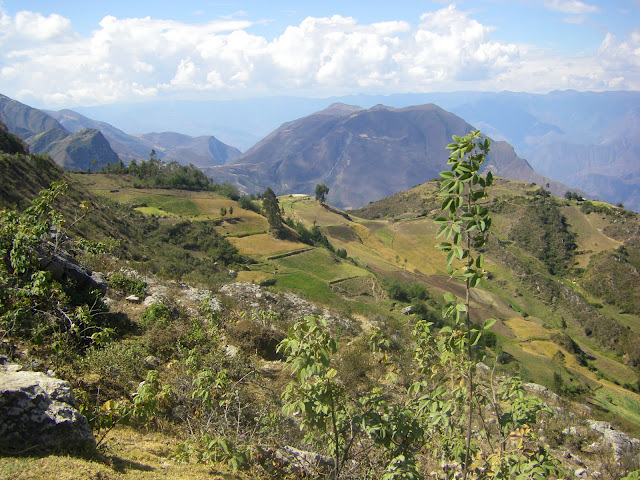
Passhöhe östlich von Celendín mit Blick auf das Tal des Río Marañón

Bevor die Europäer die Gegend besiedelten, lebten in der Gegend Indigene der Kultur der Caxamarca.
Die Provinz Celendín wurde am 30. September 1862 gegründet. Die namengebende Hauptstadt war seit Anbeginn die Stadt Celendín, die am 2. Dezember 1802 durch Baltazar Martínez de Compañón y Bujanda, den Bischof von Trujillo, förmlich gegründet worden war. Sie wurde nach einem von dem Ingenieur José Comesana entworfenen Plan angelegt.
Das fruchtbare und schöne Tal 50 km nordöstlich der Stadt Cajamarcas zog viele Siedler an. Wegen einiger ihrer Nachnamen vermutet man, dass darunter auch gallisch-portugiesische Juden waren; es gibt aber kaum Belege für diese Theorie.
Im 21. Jahrhundert erfährt die Provinz Celendín eine stete Abwanderung ihrer Bewohner. Im Jahre 2017 zählt sie nur noch 84.223 Einwohner. Im Jahre 2002 waren es noch mehr als 93.000; binnen 15 Jahren sank die Bevölkerungszahl also um ein Sechstel.

## Verwaltungsgliederung
Die Provinz Celendín besteht aus 12 Distrikten. Der Distrikt Celendín ist Sitz der Provinzverwaltung.
| Distrikt              | Verwaltungssitz       |
| --------------------- | --------------------- |
| Celendín              | Celendín              |
| Chumuch               | Chumuch               |
| Cortegana             | Chimuch               |
| Huasmín               | Huasmín               |
| Jorge Chávez          | Lucmapampa            |
| José Gálvez           | Huacapampa            |
| La Libertad de Pallán | La Libertad de Pallán |
| Miguel Iglesias       | Chalán                |
| Oxamarca              | Oxamarca              |
| Sorochuco             | Sorochuco             |
| Sucre                 | Sucre                 |
| Utco                  | Utco                  |

## „Conga“-Bergbaukonflikt
International wurde die Provinz Celendín durch ihren Widerstand gegen das Bergbauprojekt „Conga“ des US-amerikanischen Unternehmens Newmont Mining bekannt, das auf dem Boden der Provinz geplant ist. In einem Konsortium mit der Weltbank-Tochter IFC und Buenaventura aus Peru betreibt Newmont Mining in der benachbarten Provinz Cajamarca das Bergwerk Yanacocha, eines der größten und ertragreichsten Goldbergwerke der Welt. Das gleiche Konsortium plante beim Projekt Conga Investitionen von 4,8 Milliarden Dollar zum Betrieb eines noch größeren Gold- und Kupferbergwerks. Die vom Konzern für Conga vorgelegte Umweltverträglichkeitsstudie wurde kurz vor Ende der Amtszeit von Präsident Alan García im Oktober 2010 genehmigt und so die wesentliche Voraussetzung für das Projekt geschaffen.
Als sich nach der Amtsübernahme von Präsident Ollanta Humala im Juli 2011 abzeichnete, dass an dem Projekt festgehalten werden sollte, mehrten sich die Proteste in Celendín und benachbarten Provinzen der Region Cajamarca. Insbesondere die in der Umweltverträglichkeitsstudie von Conga akzeptierte Trockenlegung von vier Bergseen stößt auf Kritik, da eine Gefährdung der regionalen Versorgung mit sauberem Trinkwasser befürchtet wird. Nach Verschärfung der Konflikte durch einen Generalstreik in der Region und dem Scheitern der Verhandlungsansätze des Premierministers Salomón Lerner Ghitis verhängte die Regierung vom 5. bis 15. Dezember 2011 den Ausnahmezustand in vier Provinzen der Region Cajamarca: Celendín, Cajamarca, Hualgayoc und Contumazá. Premierminister Lerner reichte daraufhin seinen Rücktritt ein. Dies führte bereits 5 Monate nach Amtsantritt von Präsident Humala zur ersten Regierungsumbildung.
Präsident Humala ließ ein zusätzliches Umweltgutachten erstellen und drängte den Konzern dazu, die vorgeschlagenen Maßnahmen zu akzeptieren und zwei statt vier Bergseen trockenzulegen. Als Ausgleich wurde vorgeschlagen, größere Stauseen zu bauen. Außerdem soll das Konsortium 10.000 direkte Stellen schaffen und einen Sozialfond für die Region einrichten. Der Konzern akzeptierte Ende Juni 2012 die neuen Auflagen und rechnet nun damit, dass das Wasserreservoir der vier Bergseen (1,3 Mio. Kubikmeter) auf insgesamt 14 Mio. Kubikmeter vergrößert werden könnte und so der Bedarf des Bergwerks bedient würde, ohne die Trinkwasserversorgung der Region zu gefährden.
Nachdem die Regierung von Präsident Humala Ende Juni 2012 grünes Licht für die Bauarbeiten gab, verschärfte sich der Konflikt erneut: Der Einsatz von Polizei und Armee bei den Protesten führte Anfang Juli zu 5 Toten Zivilisten und 50 Verletzten. Daraufhin rief die Regierung am 4. Juli erneut für 30 Tage den Ausnahmezustand in Celendín und den Nachbarprovinzen Cajamarca und Hualgayoc aus. Das gewaltsame Vorgehen der Regierung zur Beilegung der Konflikte unter Leitung von Premierminister Óscar Valdés führte zu starker Kritik. Daraufhin kam es am 23. Juli 2012 zum zweiten Mal innerhalb des ersten Amtsjahres von Präsident Humala zum Rücktritt eines Premierministers und damit, wie in Peru vorgeschrieben, zur Neu- (und teilweisen Wieder-)Besetzung der Regierung.
Am 3. August 2012 wurde der Ausnahmezustand für weitere 30 Tage verlängert. Am 21. August sagte der Newmont Mining Präsident Richard O’Brien in einem Interview, dass es stimmige Bedingungen für das Bergbauprojekt Conga brauche, auch was Transporte, Angestellte und Ausrüstung angehe, und die gebe es momentan in der Region nicht. Am 2. September 2012 wurde der Ausnahmezustand aufgehoben. Gemäß einer Umfrage der Universität Cajamarca waren Anfang Oktober 2012 80 % der ländlichen Bevölkerung gegen das Projekt Conga. Im Durchschnitt der gesamten Stadt- und Land-Region Cajamarca lag die Ablehnung bei 73 %.

Seit September 2012 halten sich mehrere hundert Bauern mit wechselnder Besetzung in einem friedlichen Protestlager an den Seen Laguna Azúl und Laguna Namacocha auf. Sie blieben auch, als Anfang Oktober die Temperaturen auf Minusgrade sanken und Regen- sowie Graupelschauer einsetzten. Die Bauern fordern den Abzug der Baumaschinen der Bergwerksgesellschaft, mit denen die Wasserreservoire gebaut werden sollen, sowie den Stopp des gesamten Conga-Projektes. Die Regierung verdoppelte Anfang Oktober die Polizeikräfte in dem Gebiet auf 600. 

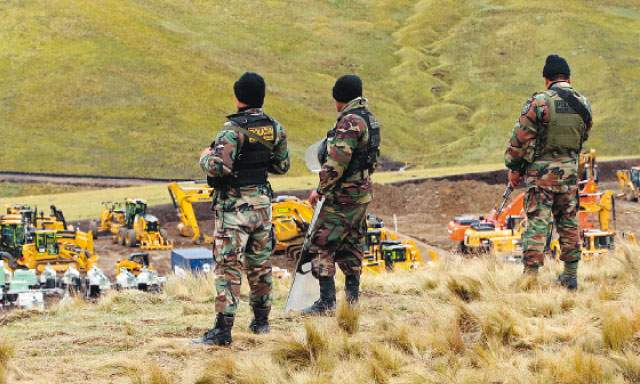
Spezialkräfte der Polizei bewachen den Bau eines Wasserreservoirs für das Projekt Conga (Oktober 2012)

 Am 18. Oktober 2012 rief der Zusammenschluss der Bauernverbände (Federación de Rondas Campesinas de Cajamarca) für den am 24./25. Oktober zu einem 48-stündigen Streik auf, um zu den bedrohten Seen zu gehen und das Protestlager gegen die Bauarbeiten an den Wasserreservoirs durch die Bergwerksgesellschaft zu verstärken. Innenminister Wilfredo Pedraza erklärte, dass der Staat ein Vordringen in das Konzessionsgebiet des Bergwerks verhindern werde, und sandte 400 Spezialkräfte der Polizei (División Nacional de Operaciones Especiales de la Policía) in das Seengebiet.
Im November 2012 forderte das (rechtlich nicht bindende) Lateinamerikanische Wassertribunal die peruanische Regierung auf, das Projekt zu stoppen, da es gegen nationale und internationale Gesetze verstoße, und die Befugnisse des peruanischen Umweltministeriums zum Schutz von Mensch und Umwelt nicht ausreichten. Das Tribunal bemängelte die zunehmende Privatisierung der Wasserressourcen durch Bergbauunternehmen, stellte Unregelmäßigkeiten bei der Erteilung von Genehmigungen für die Conga-Vorhaben fest und kritisierte die Kriminalisierung sozialer Proteste sowie die Gewalt gegen Vertreter von Umwelt- und Bauernorganisationen durch staatliche Sicherheitskräfte.
Im Juni 2013 wurde der erste der vier geplanten Wasserspeicher fertiggestellt. Er ist nach dem Bergsee „Chailhuagón“ benannt, der dem Bergbau zum Opfer fallen soll. Der Behälter fasst mit 2,6 Millionen Kubikmetern etwa doppelt so viel Wasser wie der Bergsee und soll für die lokale Landwirtschaft genutzt werden. Die Speicher sind in der Kritik, weil unklar ist, wer nach Zerstörung der natürlichen Seen und künftig nach der Stilllegung des Bergwerks das Wassermanagement und die Unterhaltungskosten der Speicher übernehmen wird. Im April und im Juni 2013 protestierten mehrere tausend Bauern erneut gegen das Bergwerksprojekt am Bergsee „El Perol“. Sie verlangten von der Regierung die Einhaltung des zugesagten Baustopps und warfen der Bergwerksgesellschaft vor, Straßen- und Erdarbeiten begonnen zu haben, obwohl zur „Verlegung“ des Bergsees keine Genehmigung vorliege.
2018 bestätigte das Unternehmen Newmont Mining, dass man das Conga-Vorhaben nicht weiter verfolge. Denn es gebe dafür keine gesellschaftliche Akzeptanz. Zudem sei es bei den derzeitigen Rohstoffpreisen unrentabel.

## Tourismus
Die Provinz Celendín liegt zwischen zwei touristisch besonders sehenswürdigen Gebieten Perus: der Stadt und Provinz Cajamarca im Süden und der Provinz Chachapoyas mit den Orten Leymebamba und Chachapoyas im Nordosten. Sie wird von Touristen daher vor allem auf der Durchgangsreise besucht. Neben Bustouren von Tourismusunternehmen gibt es einmal täglich in jede Richtung öffentliche Busse zwischen den Orten Cajamarca und Chachapoyas (ca. 10 Stunden Reisezeit). Weitere Möglichkeiten gibt es mit dem Mietwagen (Verleih in Cajamarca) oder mit dem Fahrrad (für Bergtour-Erfahrene). Zwischen Cajamarca und Celendín ist die erste Hälfte der Strecke gepflastert, die zweite Hälfte eine Schotterpiste. Von Celendín nach Norden besteht die Straße bis kurz vor Chachapoyas aus einer Schotterpiste. Auf der Strecke östlich von Celendín gelangt man über zahlreiche Kurven mit sehr schönen Ausblicken auf zwei Pässe. Zwischen den Passhöhen führt die Straße beim Ort Balsas in die tropische Uferregion des Río Marañón hinab, der weiter flussabwärts den Amazonas bildet.
In Celendín findet jeden Sonntag ein Vieh- und Gemüsemarkt statt. Neben dem zentralen Platz („Plaza de Armas“) gibt es mehrere Restaurants.